# Judith Ebel
Judith Ebel (* 3. Juni 1972) ist eine deutsche Gesundheits- und Kinderkrankenschwester und Pflegepädagogin. Sie ist Gründerin und Geschäftsführerin von SuperNurse, einer Quiz-App für Pflegende, und engagiert sich für die digitale Transformation in der Pflege sowie die Berufsfeldentwicklung und politische Vertretung des Pflegeberufs.

## Leben
Judith Ebel ist deutsch-holländischer Abstammung und wuchs in der Nähe der holländischen Grenze im Kreis Gangelt auf. 1998 absolvierte sie an der RWTH Aachen die Ausbildung zur Kinderkrankenschwester, wo sie im Anschluss noch einige Jahre arbeitete. Es folgte eine Tätigkeit in der kinderkardiologischen Intensivpflege am Deutschen Herzzentrum Berlin. Anschließend absolvierte sie das Diplomstudium Pflegepädagogik an der Humboldt-Universität Berlin. Seit 2006 ist sie als Beraterin von Pflegeeinrichtungen zu Themen der Pflegequalität tätig. 2016 gründete sie die Gesellschaft für digitales Wissensmanagement in der Pflege (GWP) und entwickelte die Lern-App SuperNurse. Judith Ebel hat drei Kinder und lebt mit ihrer Familie in Meerbusch.

## Gamification als Lehrmittel
Die von Judith Ebel ins Leben gerufene Quiz-App SuperNurse dient der spielerischen Wissensvermittlung in der Pflege und ist inzwischen in Deutschland etabliert. Das pflegerische Fachwissen wird dabei qualifikationsgerecht auf dem aktuellen Stand gehalten und Pflegekräfte können sich Zertifikate als anerkannte Fortbildungsnachweise erarbeiten. Dabei entwickelt Judith Ebel mit Experten in ganz Deutschland immer weitere Themenfelder und ergänzt die Fragen in der App durch aktuelle Inhalte und Standards. Schnittstellen mit Pflegedienst- oder Einrichtungsleitungen übertragen die Ergebnisse aus der App in die Praxis. 2018 gewann die App den Publikumspreis der Leitmesse Altenpflege und 2019 den 1. Platz beim Innovationsforum des JuraHealth Congress.

## Weiteres Engagement
Judith Ebel engagiert sich zudem im Verein Care for Innovation – Innovation pflegen e. V., dessen Gründungsmitglied und 1. Vorsitzende sie aktuell ist. Der Verein ist ein Zusammenschluss von jungen, innovativen Unternehmen, der sich zum Ziel gesetzt hat, die Herausforderungen der alternden Gesellschaft durch den Einsatz digitaler und zeitgemäßer Anwendungen zu bewältigen. Ziel ist die Förderung der digitalen Transformation im Gesundheitswesen, insbesondere um mehr Zeit für die direkte Pflege zurückzugewinnen. Seit 2019 zeichnet der Verein einmal jährlich Digitalisierungs-Pioniere der Pflege mit dem Care for Innovation Award aus. Damit werden  Persönlichkeiten aus der Pflegebranche honoriert, die sich in besonderem Maße für Innovation in der Pflege bemühen.
Judith Ebel setzt sich zudem  für die Etablierung und Aufrechterhaltung von Pflegekammern in Deutschland ein, um dem Pflegestand eine hörbare Stimme auf der politischen Bühne zu verleihen. Als Kandidatin der Liste „DBfK – Stark für Pflegende!“ kandidierte sie im Herbst 2022 für den Wahlkreis Düsseldorf bei der Pflegekammer Nordrhein-Westfalen. Darüber hinaus engagiert sich Judith Ebel als Beirätin bei Pulsnetz, einem Projekt, das durch Trainingsangebote und Formate die Digitalisierungskompetenz bei Pflegenden stärkt.